# Brothers in Arms: Road to Hill 30
Pour les articles homonymes, voir Brothers in Arms.
Brothers in Arms: Road to Hill 30 est un jeu vidéo de tir à la première personne, développé par Gearbox Software, sorti sur PC, PlayStation 2, Xbox et Wii.
Ce jeu utilise comme trame scénaristique la Seconde Guerre mondiale, et plus précisément la bataille de Normandie. Il est avant tout un jeu de tir à la première personne mais donne une place importante à la tactique, via la gestion d'une équipe de combat, l'éloignant en cela des séries telles Medal of Honor ou encore Call of Duty.

## Histoire du développement
Malgré les critiques, le jeu se voit attribuer un deuxième opus (Brothers in Arms: Earned in Blood), et un troisième opus (Brothers in Arms: Hell's Highway) est sorti fin octobre 2008 sur PS3 et XBOX 360 début novembre 2008 sur PC.

### Ports
Une version PSP est sortie en mars 2006 avec pour nom Brothers in arms : D-Day.

## Histoire
Dans ce jeu, le joueur incarne le sergent Matt Baker qui dirige la 3e section de la compagnie Fox du 502e régiment de la 101e division aéroportée américaine de son parachutage au-dessus de la Normandie le 6 juin 1944 dans le cadre de l'opération Overlord à la prise de la colline 30 le 13 juin.

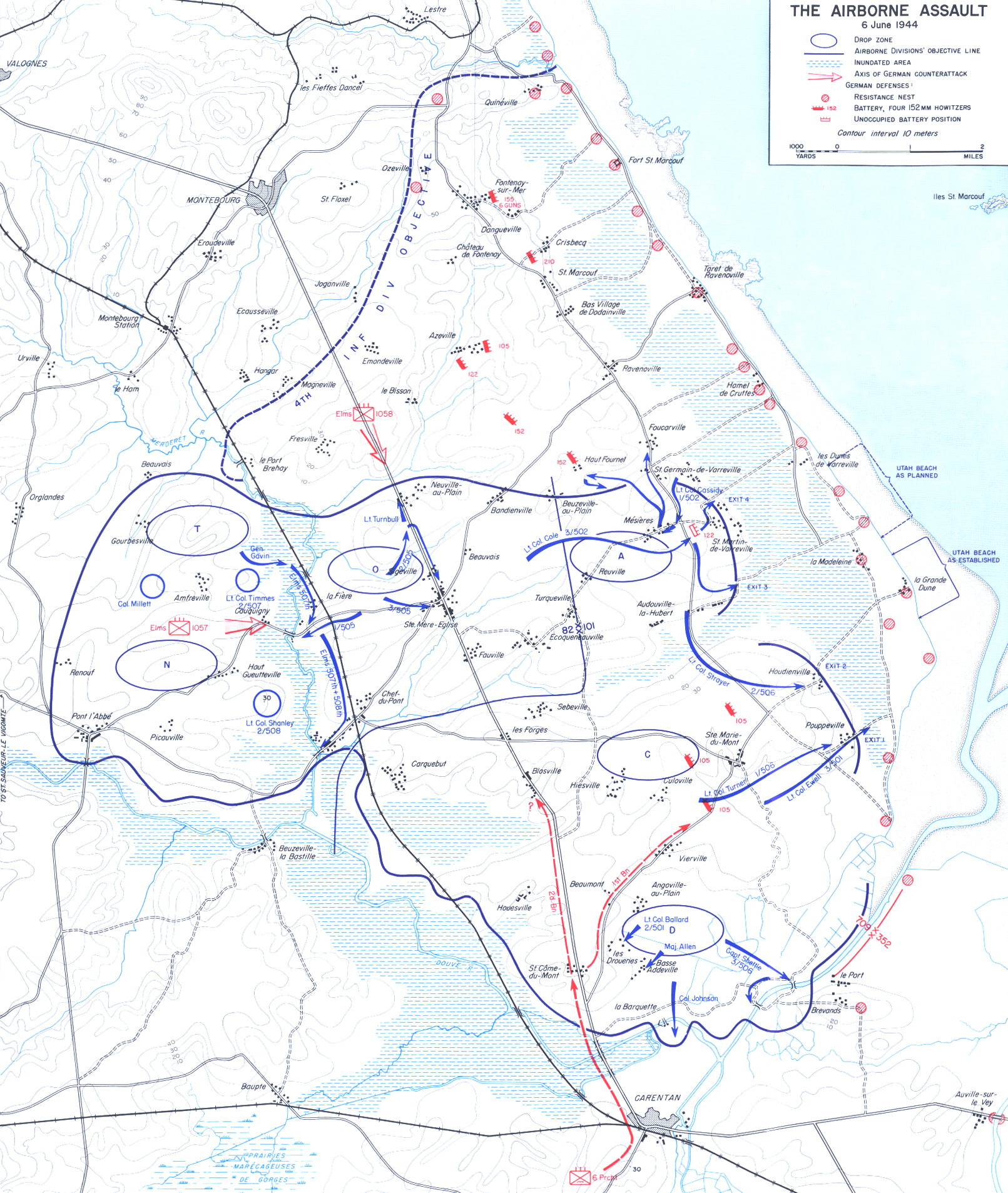
Carte des Drop Zones prévues - Source Imperial War Museum

### Missions
Un bon endroit pour mourir, près de la colline 30 (sud-ouest de Carentan), France, 13H45, 13 juin 1944 : Baker se réveille. Avec son supérieur le sergent-chef Mac Hassey qui dirige indirectement les 2e et 3e sections, le soldat-radio Kevin Legett et d'autres, ils résistent à la contre-attaque allemande sur la colline 30. Les hommes tombent les uns après les autres, ce qui rend fou Legett. Puis un char blesse Baker. Legett s'expose volontairement aux tirs du blindé qui le pulvérise. Baker s'évanouit alors et dans son coma se souvient des 8 jours qu'il a passés en enfer. Les missions qui suivent font partie du flash-back de Baker.
Rendez-vous avec le destin, près de Sainte-Mère-Église, 1H19, 6 juin : L'opération Overlord vient d'être enclenchée et les C47, transportant les divisions aéroportées, arrivent en Normandie. L'un d'eux survole la petite ville, avec à son bord, Legett, Mac, Baker et les 11 hommes sous son commandement, la 3e section. Soudain, l'avion est touché, le caporal Sam Corrion est blessé, le soldat Muzza est tué et les hommes doivent sauter en catastrophe. À terre, Baker retrouve Mac puis Legett et le lieutenant-colonel Robert Cole. Ensemble, ils découvrent qu'ils ne sont absolument pas là où il devraient être. Cole de son côté, Baker, Mac et Legett de l'autre, partent à la recherche d'autres hommes. En cours de route, les trois hommes détruisent des canons anti-aériens.
Embuscade à la sortie 4, près de Utah Beach, 7H00 : Legett, Mac et Baker retrouvent le caporal Joe Hartsock qui passe sous le commandement de ce dernier. Baker et Hartsock partent retrouver la 4e division d'infanterie qui vient de débarquer sur la plage. Quant à Legett, il ne quittera quasiment plus jamais Mac. En chemin, Baker et Hartsock retrouvent les soldats Allen et Garnett. Finalement, le groupe arrive à temps pour éliminer les Allemands pris au piège entre la 4e et les hommes de la 101e.
Objectif XYZ, 10H15 : Baker et Hartsock nettoient un hameau. Finalement, ils retrouvent Allen et Garnett et les sauvent de peu de la mort.
Le blocus de Foucarville, Foucarville, 15H00 : Allen et Garnett passent sous le commandement de Baker. Ce dernier et ses hommes prennent puis défendent Foucarville.
Les asperges de Rommel, près de Hiesville, 20H00 : Baker et ses hommes détruisent les fameuses asperges de Rommel, des poteaux plantés dans les champs, dont le concept est dû au général allemand, pour empêcher l'atterrissage d'avions ou de planeurs.
Action à Vierville, Vierville, 9H00, 7 juin : Baker et ses hommes prennent Vierville. Dans le village, il rencontre un char M3 Stuart dirigé par le sergent Georges Risner, le meilleur ami de Baker et qui passe sous son commandement.
Le coin de l'homme mort, Sud-Est de Saint-Côme-du-Mont, 18H30 : Baker et ses hommes commencent leur approche sur Saint-Côme-du-Mont. Mais alors qu'ils allaient rejoindre Mac et Legett qui viennent de retrouver Corrion, Risner est tué.
Attaque à l'aube, 5H50, 8 juin : Corrion passe sous le commandement de Baker. Ce dernier et ses hommes continuent leur avancée sur Saint-Côme-du-Mont.
La prise de la ville, Saint-Côme-du-Mont, 10H00 : Baker et ses hommes prennent Saint-Côme-du-Mont.
Voir la campagne et mourir, Ouest de Saint-Côme-du-Mont, 9H00, 9 juin : Allen et Garnett sous le commandement de Legett d'un côté et Baker, le reste de ses hommes et un Sherman de l'autre sécurisent les alentours de Saint-Côme-du-Mont. Alors que ces derniers ont fini leur mission ils retrouvent Legett vivant. Allen et Garnett sont morts.
Itinéraire de repli, sur la Douve, 13H00 : Baker et ses hommes retrouvent le soldat Desola qui passe sous son commandement. Baker et ses hommes, appuyés par un Sherman détruisent un pont.
La route des héros, Nord-Ouest de Carentan, 18H00, 10 juin : Baker et ses hommes retrouvent les soldats Obrieski, Zanovich et Rivas mais ce dernier est tué tandis que les deux autres passent sous le commandement de Baker. Ce dernier et ses hommes retrouvent Cole avec qui ils traversent une longue route à découvert. Mais alors qu'ils viennent de rejoindre Desola qui a retrouvé les soldats Courtland et McCreary, ils sont pris pour cible par des Stukas. Baker, blessé, s'évanouit.
La charge de Cole, près de Carentan, 6H15, 11 juin : À son réveil, Baker découvre le corps sans vie de Desola. Courtland et McCreary passent sous son commandement. Avec Cole, Mac et Legett, Baker et ses hommes prennent une ferme qui servira désormais de QG à la 3e section en lançant une grande charge.
Bonne pioche, 8H00 : Baker et ses hommes sans Corrion, Courtland et McCreary, sauvent le lieutenant Combs. De retour à la base, l'équipe désormais au complet défend la ferme face à une contre-attaque allemande.
La percée sur Carentan, Carentan, 5H00, 12 juin : Baker et ses hommes, sans McCreary, participent à la prise de Carentan.
Le chat et la souris, 12H00 : Baker et ses hommes, sans Courtland et toujours sans McCreary, sont dans le clocher de l'église quand Obrieski est tué : la contre-attaque allemande a commencé ! Depuis le clocher, Baker dirige ses hommes qui parviennent à défendre Carentan.
Un bon endroit pour mourir, près de la colline 30, 13H45, 13 juin : Le flash-back de Baker prend fin. À son réveil, on le retrouve au milieu des combats qui ont lieu sur la colline 30. Baker part seul retrouver les chars appelés en renfort par Legett et revient avec eux.
Victoire à Carentan, Carentan, 9H30, 14 juin : Hartsock est nommé sergent et chef de la 2e section. Les hommes se rassemblent alors autour de l'église. Ils repensent au chemin effectué jusqu'à la colline 30 (road to hill 30), à toutes les choses horribles qu'ils ont vues ou faites, à tous les hommes qu'ils ont vu se faire tuer : Muzza, Risner, Allen, Garnett, Rivas, Desola, Obrieski et Legett. Enfin, ils pensent qu'eux, tous autant qu'ils sont, McCreary, Courtland, Zanovich, Corrion, Hartsock, Mac et Baker, sont unis à jamais par un lien indéfectible et qu'ils seront pour toujours des frères d'armes (brothers in arms).

## Système de jeu
Le scénario reprend le cadre connu de la Seconde Guerre mondiale. Il est basé sur l'histoire vraie du 502e régiment d'infanterie parachutiste de la 101e division aéroportée américaine qui fut parachuté la veille du débarquement Allié. Le jeu reprend des évènements des opérations Albany, Boston et de l'opération Chicago. Les environnements ont été reconstitués, le plus fidèlement possible, à partir des lieux où se situèrent les évènements réels (Dead Man's Corner ou la colline 30 qui est indiquée au sud-ouest de Carentan sur la carte, par exemple).
Le joueur fait partie d'une équipe d'une douzaine d'hommes aux côtés desquels il lutte durant les huit jours suivant le débarquement. Des vidéos, mettant en scène les divers personnages, permettent de décrire leur histoire et leur caractère. Ainsi, le jeu arrive à créer un sentiment d'attachement envers ses coéquipiers virtuels et la perte d'un de ceux-ci peur aller jusqu'à affecter réellement le joueur. Si le jeu accomplit cette sensation avec plus ou moins de succès, il ouvre une voie vers un autre état d'esprit des jeux de guerre en implémentant le devoir de mémoire. Réalisme renforcé par certains aspects du jeu, comme par exemple le fait que les dommages d'une seule balle peuvent être fatals quel que soit le personnage.
Brothers in Arms propose un système d'ordres qui permet de gérer deux équipes (une d'appui-feu et une d'assaut), sous le commandement du personnage du joueur, avec la possibilité de consulter une carte tactique qui résume la situation générale du champ de bataille : l'état des hommes et leur emplacement, aussi bien ennemis qu'alliés. Là encore, les concepteurs du jeu ont souhaité un maximum de réalisme, en décrivant les techniques de fixation de l'ennemi par une équipe pendant que la seconde équipe cherche le contournement de l'objectif puis son élimination.
Un nouveau concept réside dans l'affichage du moral du soldat ennemi. Un rond rouge indique que le soldat est paré au combat, alors qu'un rond gris indique qu'il est sous la pression des tirs adverses.
Le système de visée se veut également réaliste. Il faut une certaine habileté pour abattre un ennemi car acquérir une précision de tir demande de l'entraînement. Certains joueurs ont d'ailleurs remis en cause la difficulté de la visée, jugée trop aléatoire.
Finalement, le public a plutôt boudé ce jeu, lui reprochant des niveaux aux actions trop semblables (fixation de l'ennemi-contournement-élimination), et préférant des séries comme Medal of Honor ou Call of Duty, qui, étant moins réalistes au niveau gameplay, permettent de mettre en scène des niveaux très variés.

### Intelligence artificielle
Brothers In Arms utilise peu de scripts, ce qui le distingue des autres jeux de guerre de l'époque qui optaient pour un foisonnement de scripts dans chaque niveau cherchant à provoquer une immersion plus percutante (la première fois du moins) et les personnages non-joueurs sont donc uniquement guidés par leur IA. Une IA pour le moins intelligente qui tentera des engagements tactiques à l'encontre du joueur mais, si elle se voit bloquée, cherchera à se mettre à couvert et à tenir sa position.

### Graphisme
Ce jeu utilise le moteur unreal engine 2.0 et utilise grandement les fonctions de pixel Shader. Basés sur des clichés authentiques de l'US Army, les décors représentent fidèlement la campagne de la Normandie. Les textures utilisent une palette de couleurs qui rappelle celle de Frères d'armes : un style « délavé », c'est-à-dire une diminution de la clarté des couleurs (couleurs des uniformes et du sang plus foncés par exemple) afin de mettre en avant l'époque 39-45.

### Système d’ordres
L'intérêt de Brothers in Arms réside dans son système d'ordre individuel et collectif. Puisque le personnage du joueur est chef de section, il peut donner des instructions précises à ses hommes. Plusieurs types d'ordres sont disponibles tels que se mettre à couvert, tir de suppression, tir soutenu. Il est possible de déplacer ses troupes par le même système : on peut aligner sa section le long d'un mur, ou autre, en fonction de la stratégie voulue. Il peut arriver qu'un de ses hommes se fasse tuer, entraînant une sanction dans le score final de la partie (représenté par des passages de grade).

### L’armement
Les développeurs ont aussi voulu que les armes soient les plus authentiques possibles en fonction du grade ou de la situation. La précision de ces armes, souvent critiquée par les joueurs, est censée refléter le matériel de l'époque. Les parachutistes étaient équipés, pour la plupart, de carabines M1, plus légères et plus maniables que les fusils M1. Ces carabines n'avaient pas la performance du fusil, ni dans la précision, ni dans la portée qui ne dépassait guère les 150 m, ni dans la puissance de tir.
Parachuté la veille du jour J, l'équipement est réduit. Pas de soutien aérien ni terrestre. L'équipe a seulement à disposition des carabines M1, les Thompson et les BAR et des grenades. Il est cependant possible de ramasser les armes des allemands.
Un char de combat pourra soutenir le joueur lors de certaine missions.
Liste des armes et véhicules
Alliés:
- Pistolet semi-automatique M1911
- Carabine semi-automatique M1
- Fusil semi-automatique Garand M1
- Fusil Springfield à culasse mobile M1903
- Mitraillette Thompson M1A1
- Fusil automatique Browning M1918
- Bazooka M9A1
- Mitrailleuse légère Browning M1919A4
- Grenade à fragmentation Mark II A1
- Char Stuart M5A1
- Char Sherman M4A1

Axe:
- Pistolet Walther P38
- Fusil d'assaut Sturmgewehr MP44
- Pistolet mitrailleur MP40
- Mitrailleuse MG42
- Fusil KAR 98K
- Panzerfaust 60
- Stielhandgranate